# معاملة المثليين في جزر فوكلاند
تطورت حقوق المثليات والمثليين ومزدوجي التوجه الجنسي والمتحولين جنسياً (اختصاراً: LGBT) في إقليم ما وراء البحار البريطانية جزر فوكلاند بشكل ملحوظ في العقود الماضية. أصبح النشاط الجنسي المثلي قانونيًا منذ عام 1989 وتمت المساواة في السن القانونية للنشاط الجنسي المثلي والنشاط الجنسي المغاير على 16 عاما في عام 2005. أصبحت الشراكات المدنية والزواج مفتوحين لكل من الشركاء والأزواج المغايرين والشركاء والأزواج المثليين منذ 29 أبريل 2017. التمييز على أساس التوجه الجنسي محظور دستوريًا. بالإضافة إلى ذلك، تعتبر المواقف الاجتماعية إيجابية إلى حد كبير. وجدت استشارة عامة أن 90% من المستطلعين يؤيدون زواج المثليين.
في أبريل 2017، أقيمت مسيرة فخر المثليين في العاصمة ستانلي، وهي الأولى في الجزر.

## قانونية النشاط الجنسي المثلي
قبل عام 1989، كان النشاط الجنسي المثليجريمة جنائية. تمت المساواة في السن القانونية للنشاط الجنسي على 16 عاما في عام 2005.

## الاعتراف القانوني بالعلاقات المثلية
كانت جزر فوكلاند مترددة في البداية في السماح بأي اعتراف قانوني بالعلاقات المثلية في القانون المحلي. في 30 مارس 2017، أقر المجلس التشريعي للجزيرة مشروع قانون لتشريع زواج المثليين في تصويت 7 أصوات لصالحه مقابل صوت واحد ضد (7-1).
 حصل مشروع القانون على الموافقة الملكية في 13 أبريل، ودخل حيز التتفيذ في 29 أبريل 2017.

## التبني وتنظيم الأسرة
إصلاح 2017 للقانون المتعلق بالزواج والشراكة المدنية يتضمن بندا جديدا في قانون الزواج في الجزر ينص على أن «الوالد في شراكة مدنية... لديه نفس الحقوق والمسؤوليات تجاه الطفل كوالد لطفل في الزواج». تضمنت الأسباب الرسمية المرفقة بالتعديلات التي أُدخلت على المرسوم مذكرة تفيد بأن «... قد يكون الوالدان لطفل اثنان من الأمهات أو اثنان من الآباء».
لا توجد خدمات معروفة لتقنيات التلقيح بالمساعدة/التلقيح الصناعي متاحة للأزواج المثليين.

## الحماية من التمييز
تحظر المادة 16 من دستور 2008 التمييز على أساس التوجه الجنسي:

«في هذا القسم، تعني عبارة» تمييزية«تقديم معاملة مختلفة لأشخاص مختلفين على أي أساس مثل الجنس أو التوجه الجنسي أو العرق أو اللون أو اللغة أو الدين أو الرأي السياسي أو غيره من الآراء، أو الأصل القومي أو الاجتماعي، أو الارتباط بأقلية قومية، الممتلكات، ولادة أو حالة أخرى.»

## ملخص
| قانونية النشاط الجنسي المثلي                                                                  | (منذ عام 1989)                                   |
| المساواة في السن القانوني للنشاط الجنسي                                                       | (منذ عام 2005)                                   |
| قوانين مكافحة التمييز في التوظيف                                                              | (منذ عام 2008)                                   |
| قوانين مكافحة التمييز في توفير السلع والخدمات                                                 | (منذ عام 2008)                                   |
| قوانين مكافحة التمييز في جميع المجالات الأخرى (تتضمن التمييز غير المباشر، خطاب الكراهية)      | (منذ عام 2008)                                   |
| زواج المثليين                                                                                 | (منذ عام 2017)                                   |
| الاعتراف القانوني بالعلاقات المثلية                                                           | (منذ عام 2017)                                   |
| تبني أحد الشريكين للطفل البيولوجي للشريك الآخر                                                | (منذ عام 2017)                                   |
| التبني المشترك للأزواج المثليين                                                               | (منذ عام 2017)                                   |
| يسمح للمثليين والمثليات ومزدوجي التوجه الجنسي والمتحولين جنسيا بالخدمة علناً في القوات المسلحة | (المملكة المتحدة مسؤولة عن الدفاع)               |
| الحق بتغيير الجنس القانوني                                                                    | No                                               |
| علاج التحويل محظور على القاصرين                                                               | No                                               |
| الحصول على أطفال أنابيب للمثليات                                                              |                                                  |
| تأجير الأرحام التجاري للأزواج المثليين من الذكور                                              | (محظور لجميع الأزواج بغض النظر عن التوجه الجنسي) |
| السماح للرجال الذين مارسوا الجنس الشرجي بالتبرع بالدم                                         | No                                               |